# Блэкфрайерс (Кентербери)

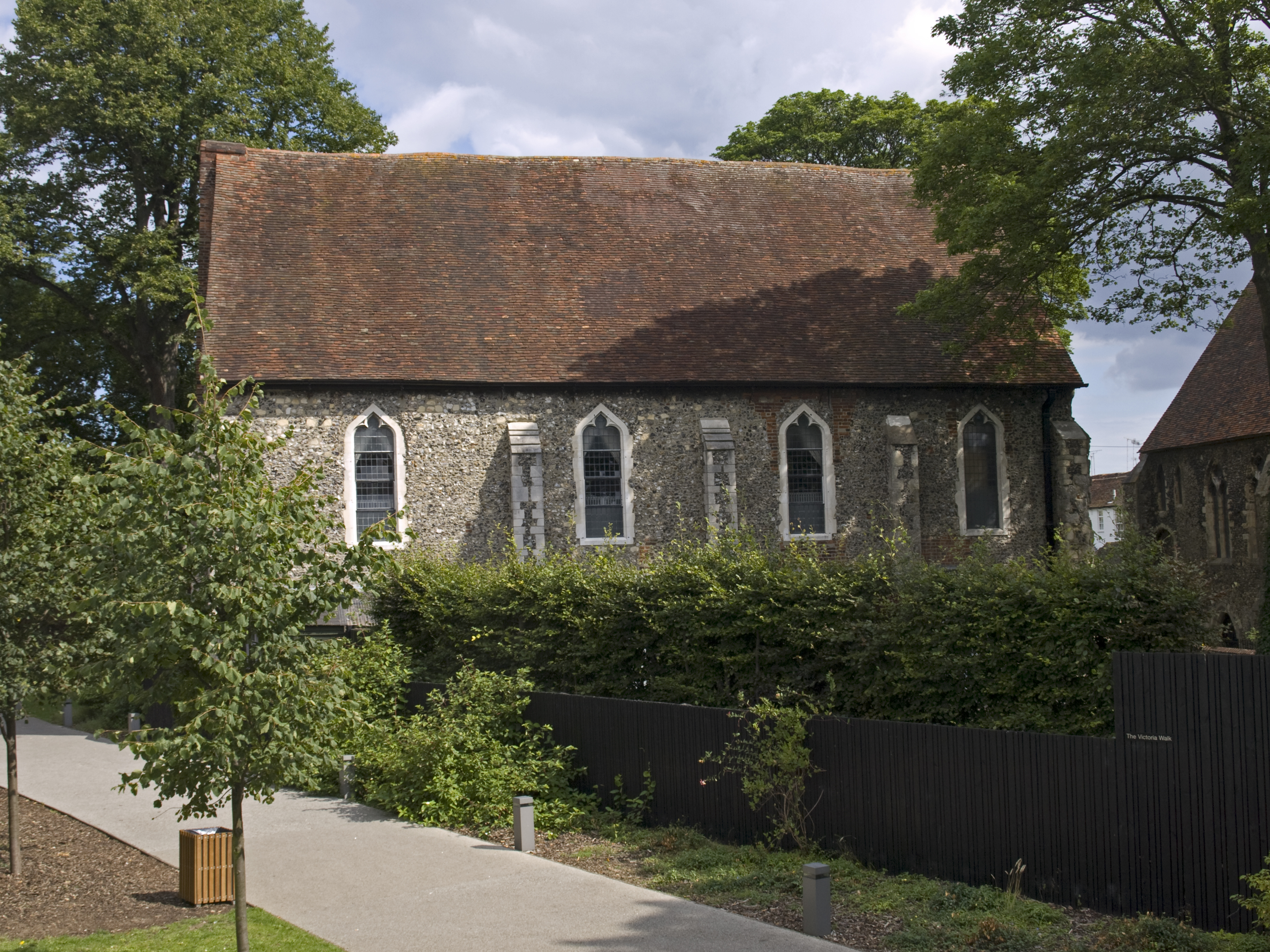
Здание бывшего гостевого дома

Блэкфрайерс в Кентербери был приоратом Доминиканского ордена в городе Кентербери, Кент, Англия. Основанный в 1237 году, он располагался по обе стороны от реки Стаур на западе города, рядом с местом, где сейчас стоит театр Марлоу. Некоторые здания монастыря сохранились до наших дней и по-прежнему используются в общественных целях.

## История
В 1237 году король Генрих III предоставил доминиканцам землю в пределах городских стен, 500 фунтов стерлингов и древесину для крыш, чтобы те могли построить церковь и монастырь. Их постройки были сосредоточены на современной улице Блэкфрайерс-стрит. Монастырь был секулризирован в 1538 году и стал ткацкой фабрикой, но в течение следующего столетия его здание постепенно разрушилось.
Трапезная на восточном берегу реки Стаур сохранилась до наших дней — она использовалась в качестве анабаптистского (позже унитарного) молельного дома с 1640 по 1912 год. В 1920-х годах здание было отремонтировано и использовалось в качестве магазина, прежде чем Фонд Клири купил его в 1982 году, чтобы передать его в Королевскую школу в качестве здания художественной галереи. Место нахождения ворот монастыря обозначено мемориальной доской и брусчаткой у входа на улицу Блэкфрайерс-стрит.
Гостевой дом на западном берегу стал частной резиденцией в 1780-х годах и мебельным магазином с 1905 года. В 1979 году его купили и восстановили местные жители мистер и миссис Берлинг для использования в качестве зала собраний членов скаутского движения.